# Capasa quadraria
Capasa quadraria là một loài bướm đêm trong họ Geometridae.